# Jökulsá á Fjöllum
Jökulsá á Fjöllum és el segon riu més llarg d'Islàndia (206 km). La seva font és la glacera Vatnajökull. Desemboca al mar de Groenlàndia. El Jökulsá á Fjöllum corre per rierols sobre les cascades de Selfoss, Dettifoss, i Hafragilsfoss, la segona de les quals és la cascada més gran d'Europa, i pel canó al Parc Nacional Jökulsárglijúfur, que es va formar per l'explosió d'un volcà situat directament sota el riu.